# Hogeschool Gent

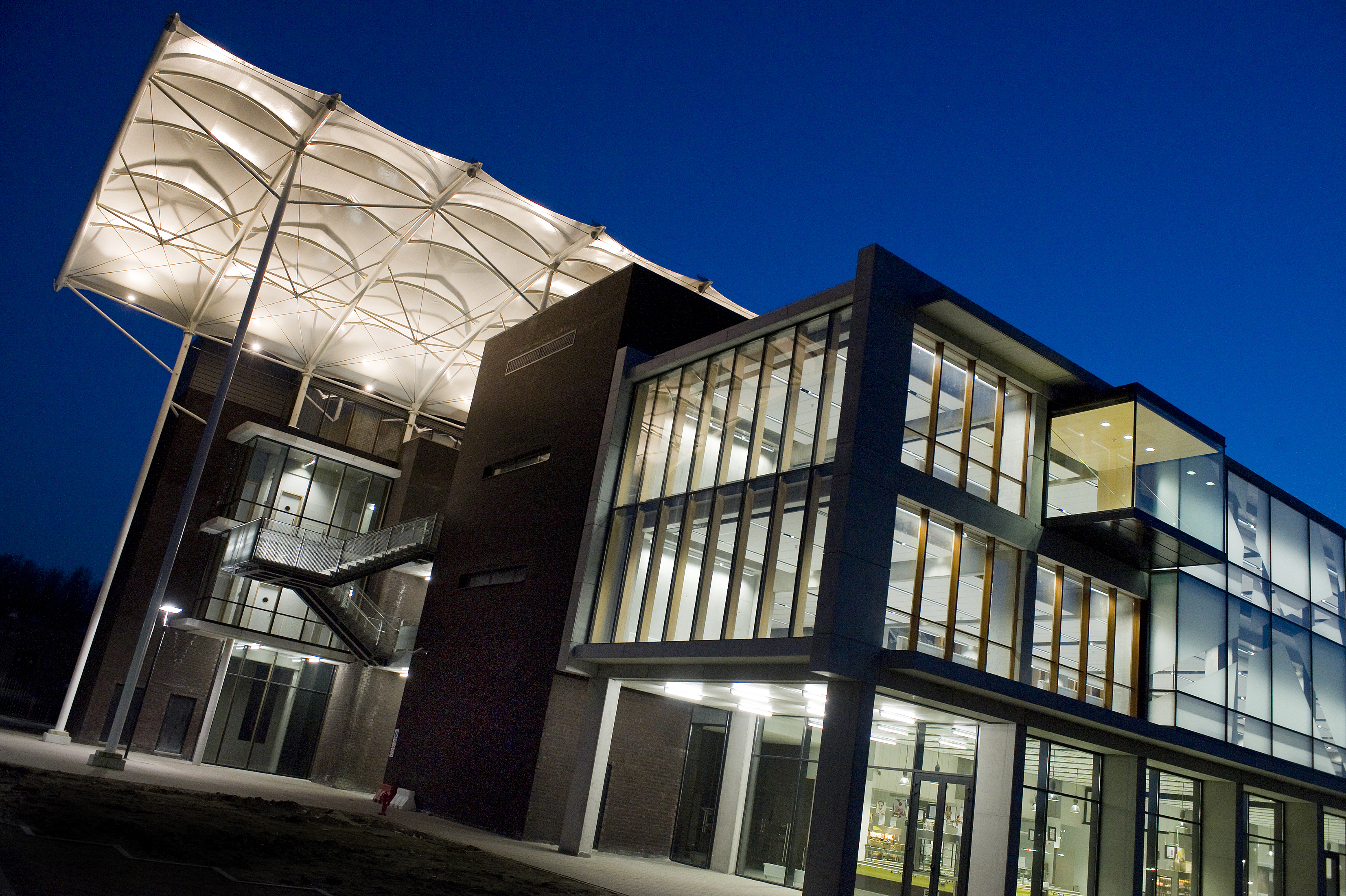
Der campus Schoonmeersen der HoGent

Die Hogeschool Gent (abgekürzt: HOGent) ist eine niederländischsprachige Hochschule in der belgischen Region Flandern mit Einrichtungen in Gent, Melle und Aalst.

## Lage
Der Verwaltungshauptsitz befindet sich am Kortrijksesteenweg 14 in Gent.
Die Campus-Einrichtungen Schoonmeersen, Hoogpoort, Bijloke, Vesalius, Academiestraat, Ledeganck, Mercator - Henleykaai und Mercator - Groot-Brittanniëlaan/Abdisstraat sind über das Stadtgebiet von Gent verteilt. Die Campus-Einrichtungen Melle und Bedrijfskunde Aalst befinden sich in Melle bzw. Aalst.

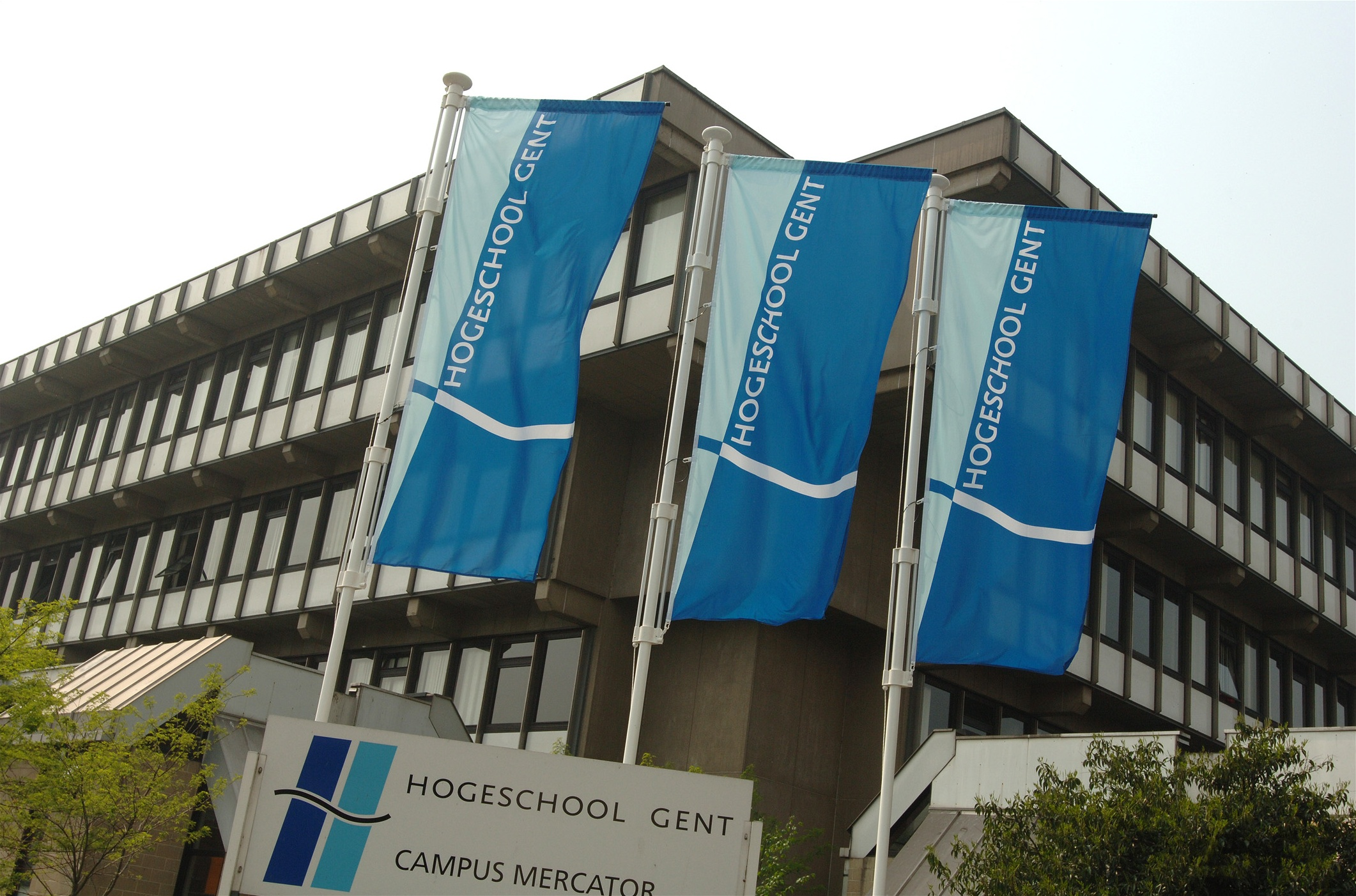
Gebäude auf dem campus Mercator der HoGent

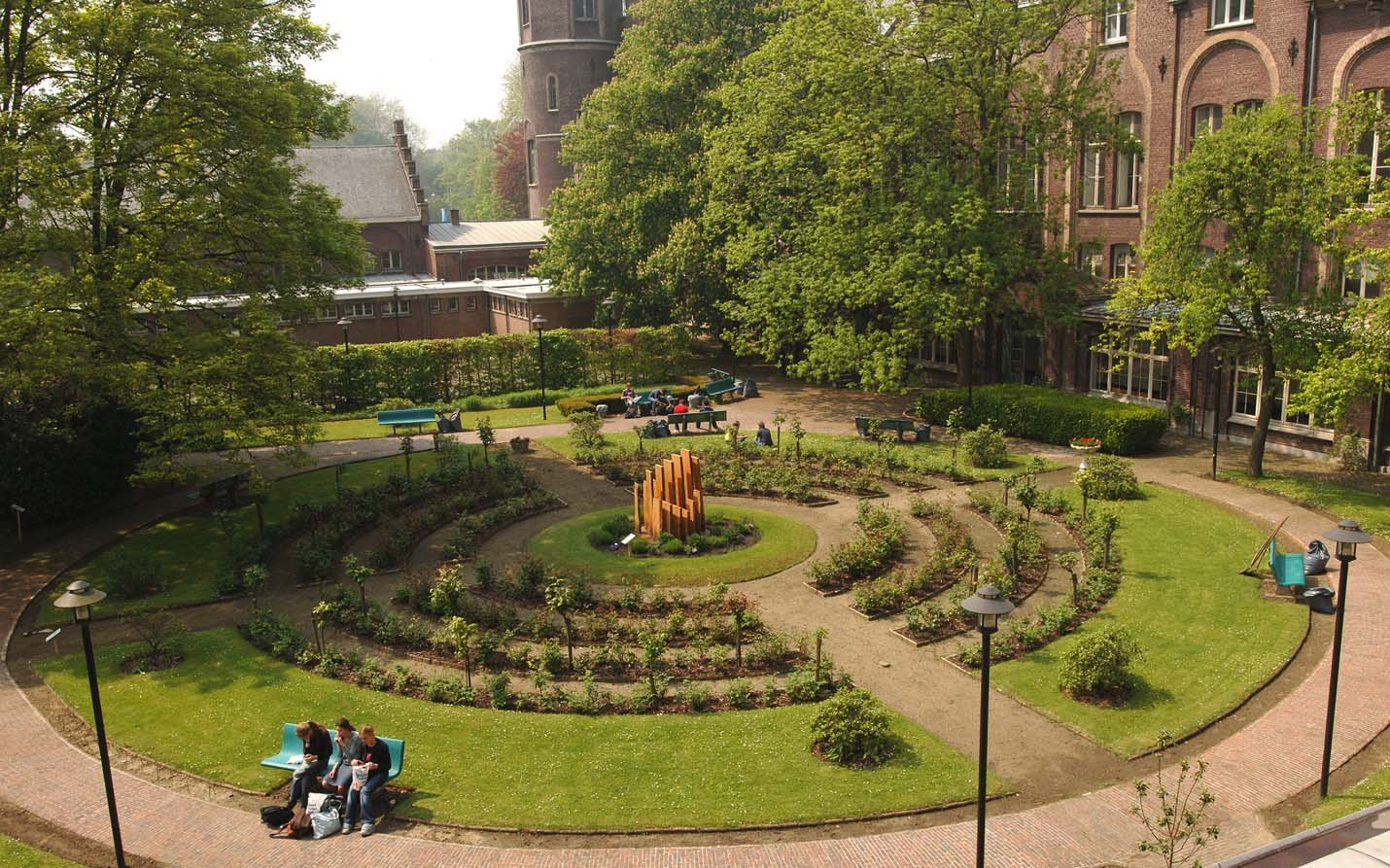
Der campus Ledeganck der HoGent

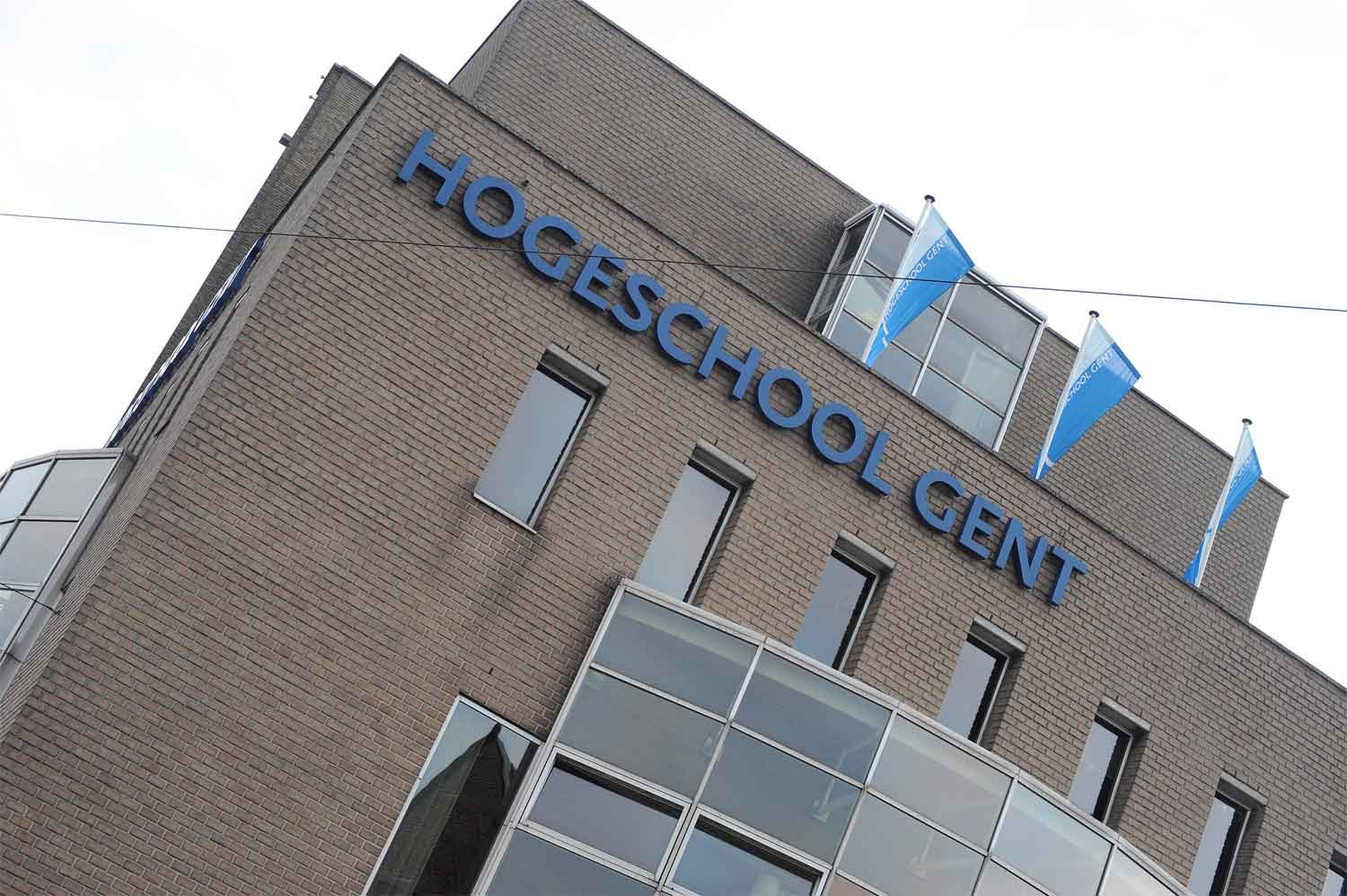
Der campus Abdisstraat der HoGent

## Entstehungsgeschichte
Zwar gehen die Anfänge der Vorgängereinrichtungen der heutigen Hochschule mit der Koninklijke Academie voor Schone Kunsten (KASK) bis ins Jahr 1741 zurück, die jetzige Hochschule entstand jedoch erst 1995 im Zuge der flämischen Hochschulreform durch Zusammenlegung von 13 vorher unabhängigen Hochschulen. Die Koninklijke Academie voor Schone Kunsten (KASK) und das Koninklijk Conservatorium (KC) wurden dabei zur School of Arts zusammengefasst. Später kamen noch zwei weitere Hochschulen hinzu, so dass heute insgesamt 15 ehemals unabhängige Hochschulen unter dem gemeinsamen Namen HoGent firmieren. Im Jahr 2009 hatte die Hochschule 16 429 Studenten und lag damit hinter der KU Löwen und der Universiteit Gent an dritter Stelle hinsichtlich der Studentenzahlen in Flandern. Die Studenten verteilen sich auf die oben genannten zehn Campus-Einrichtungen in Gent sowie Melle und Aalst.

## Aufbau
Die HoGent ist eine sogenannte multisectorale instelling, das heißt unter ihrem Dach sind sehr unterschiedliche Studiengänge vereint, die untereinander zum Teil nur sehr wenige oder gar keine Verbindungen bzw. Überschneidungen aufweisen.
Es folgt eine Übersicht über die einzelnen Fakultäten:
- Mens en Welzijn (Ausbildungs-/ Sozial-/Gesundheitssektor)
- Natuur en Techniek (Holz-/Agro-/Bio-/Chemo-/Textiltechnologien)
- Bedrijf en Organisatie (Betr.wirtschaft/Informatik etc.)
- School of Arts (KASK-Koninklijk Conservatorium) (Musik/Drama/Bildende Kunst Audiovisuelle Technik)

Die meisten "akademischen" Studiengänge sind 2013 zur Universität Gent verschoben worden:
- Toegepaste ingenieurswetenschappen (Baukunde/Elektronik/Chemie/Vermessung etc.)
- Toegepaste Bio-ingenieurswetenschappen (Biochemie/Garten- und Landschaftsbau/Ernährungswissenschaften)
- Toegepaste Taalkunde (Mehrsprachiges Kommunizieren/Übersetzen/Dolmetschen)
- Handelswetenschappen en Bestuurskunde (Verwaltungskunde/Unternehmensführung)

## Abschlüsse
Die Studien können abhängig vom jeweiligen Studiengang mit einem Bachelor bzw. mit einem Master abgeschlossen werden. Weiterhin besteht die Möglichkeit eines sogenannten Postgraduaat in bestimmten Studiengängen sowie zusätzliche Weiterbildungen speziellerer Art.

## Partnerhochschulen
Die HoGent ist eine Partnerhochschule der Hochschule Hannover (University of Applied Sciences and Arts) und es werden in diesem Rahmen für Gaststudierende spezielle Programme angeboten.

## Mitgliedschaften und Auszeichnungen
- Die HoGent ist Mitglied in dem Verband AUGent (Associatie Universiteit Gent)[3]
- Im Jahr 2009 teilte die Europäische Kommission mit, dass das die Übersetzungsabteilung der HoGent als einzige Einrichtung in Flandern in der Master-Ausbildung (ndl.: "Master in het vertalen") ein Teil des Netzwerkes European Master's in Translation (EMT) bildet. Damit gehört der Ausbildungsgang zu den 34 besten Ausbildungen in insgesamt 27 europäischen Ländern auf diesem Gebiet.